# Kirche St. Andrä (Graz)

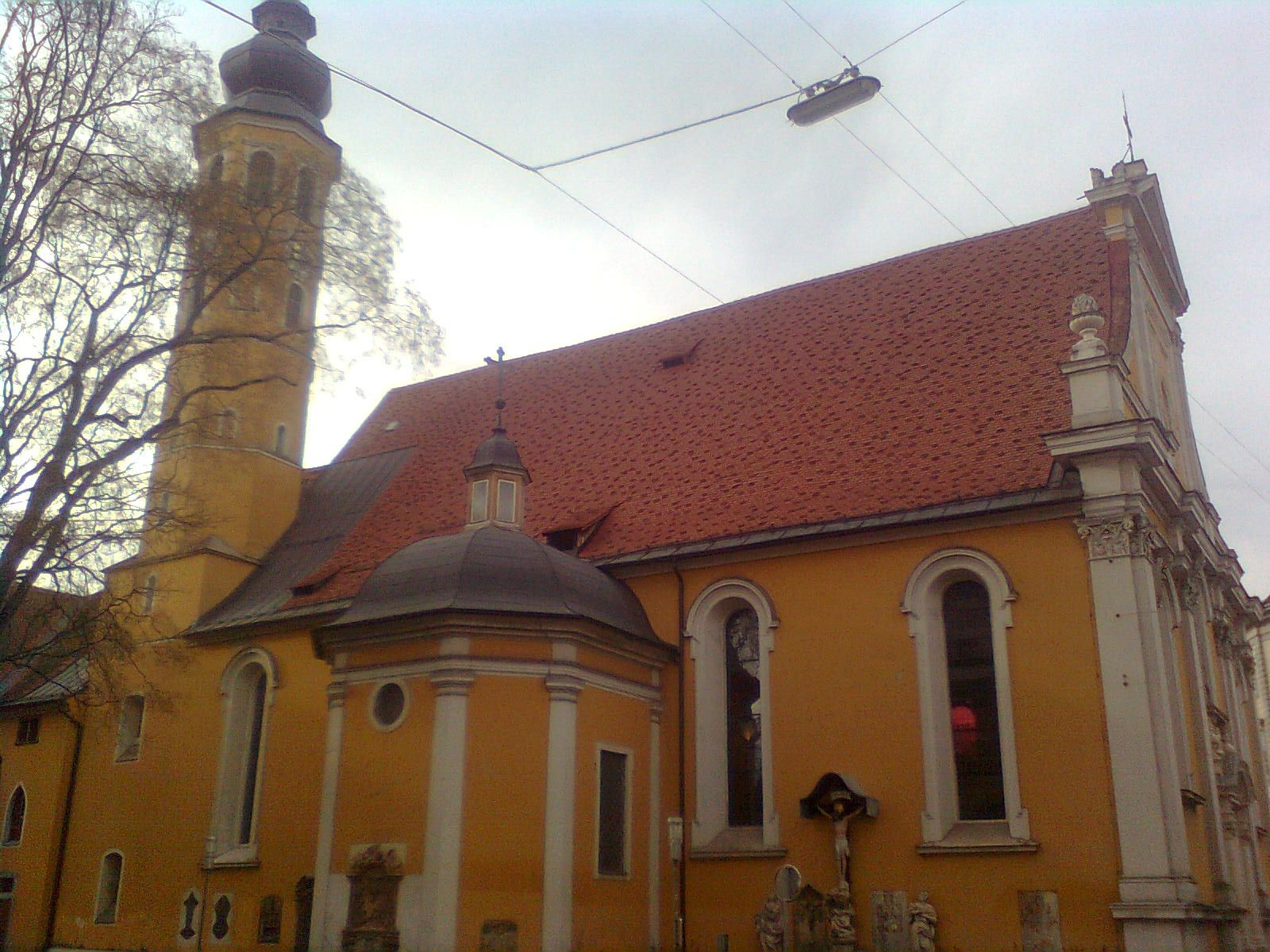
Kirche St. Andrä mit schon überstiegenem Dach (Dez. 2009)

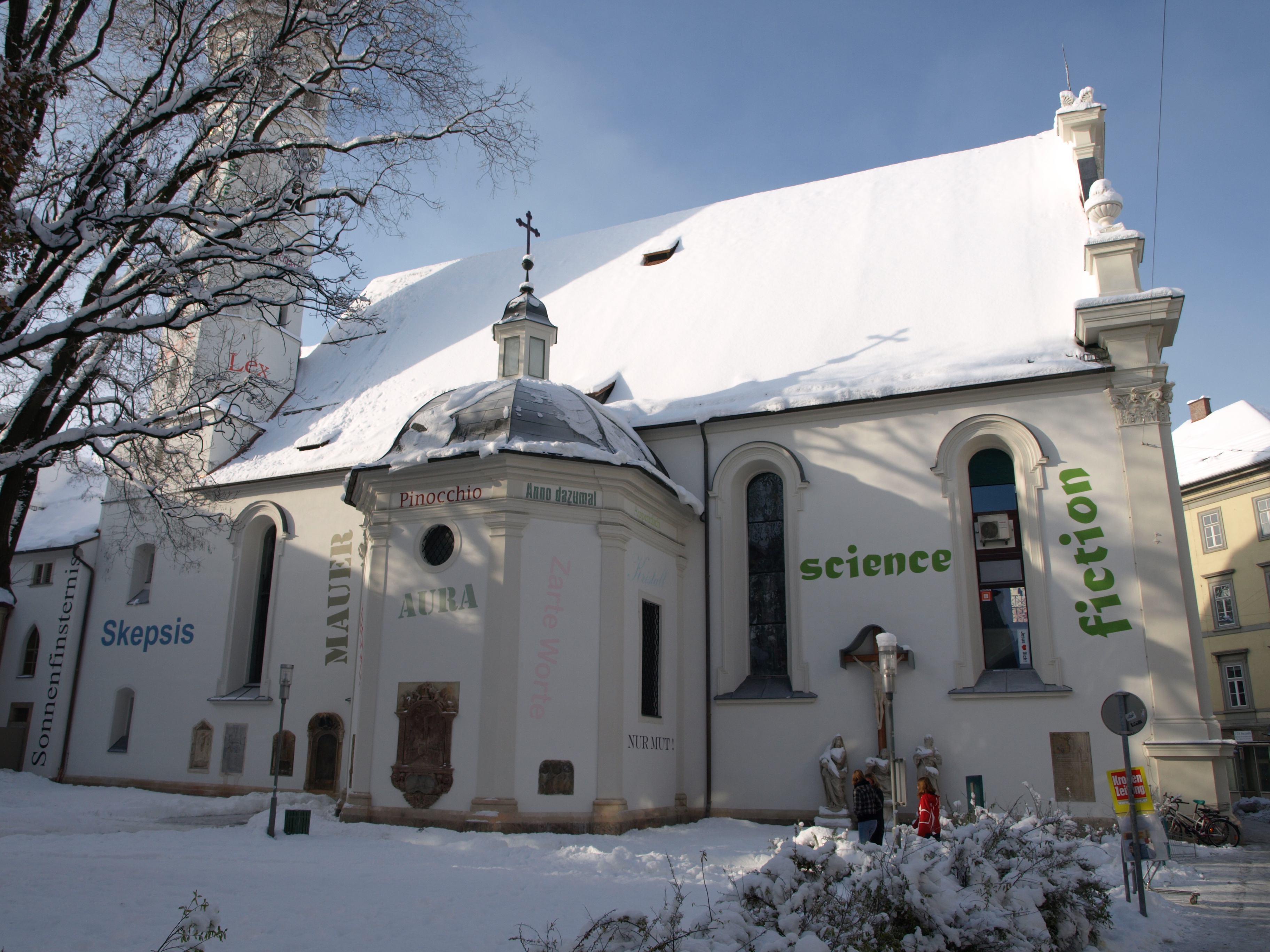
Kirche St. Andrä mit neuer Außenfassade (Dez. 2010)

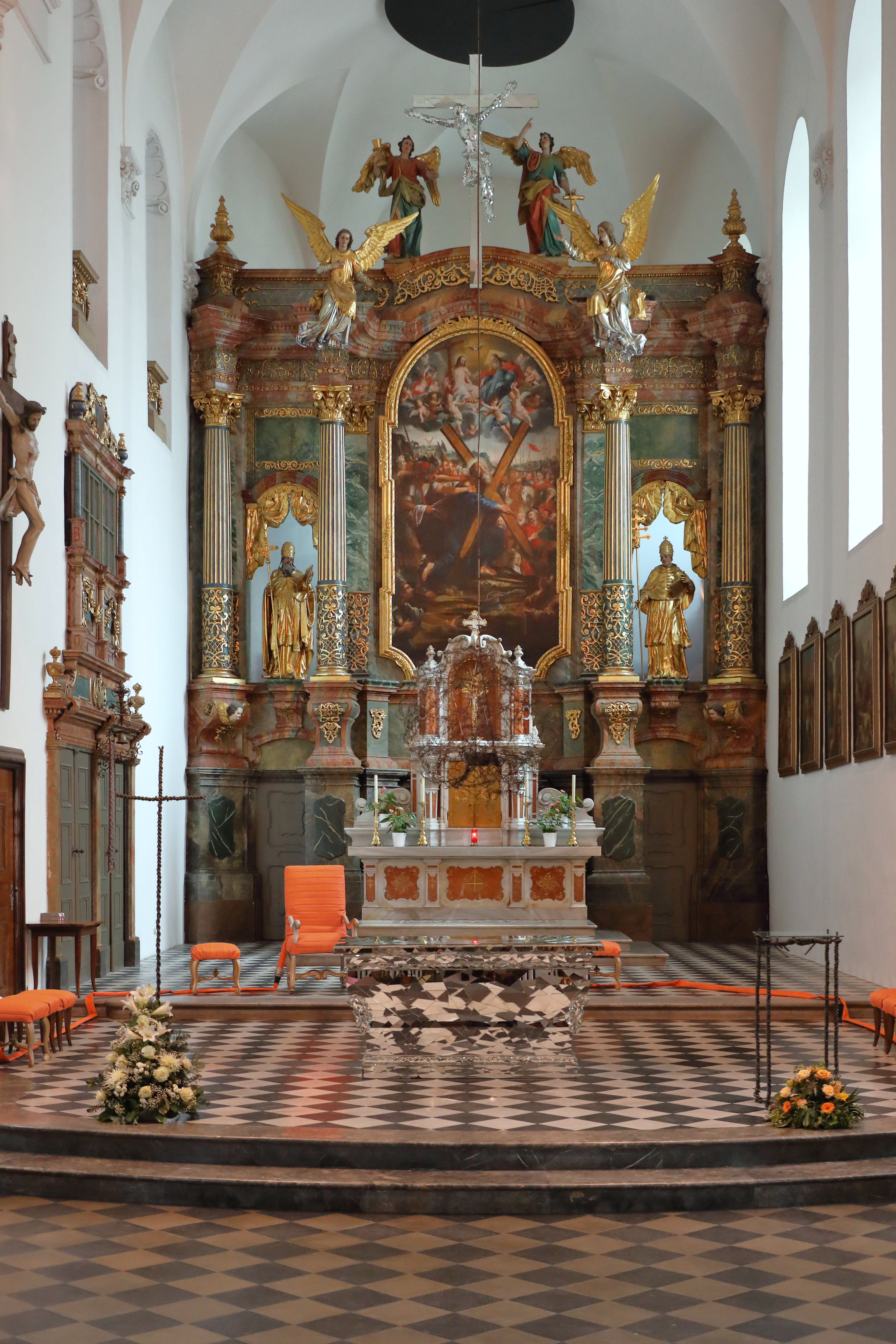
Chorraum mit dem 1838 versetzten Hochaltar

Die Pfarrkirche St. Andrä befindet sich auf dem St.-Andrä-Platz im 5. Grazer Stadtbezirk Gries. Sie ist dem Apostel Andreas geweiht, und Pfarrkirche der Pfarre Graz-St. Andrä im Dekanat Graz-Mitte der Stadtkirche Graz.

## Geschichte und Gestaltung
Das Kirchengebäude war Bestandteil des ehemaligen Dominikanerklosters. Die Dominikaner verloren mit der Verlegung der Stadtpfarre vom Grazer Dom zur Stadtpfarrkirche ihre Klosterkirche. Deshalb beschlossen sie den Umzug in die Murvorstadt. Eine erste Kirche an dieser Stelle existierte bereits in der Frühgotik, die erste urkundliche Erwähnung ist von 1270 bekannt. Der alte Sakralbau war den Ordensbrüdern zu klein geworden und sie kauften Grundstücke an, um eine Erweiterung durchführen zu können. Das heutige Bauwerk entstand nach Plänen von Archangelo Carlone in den Jahren 1616 bis 1627. Im Süden wurde das Klostergebäude angeschlossen, welches bis zur Zeit Kaiser Josefs II. bestand und im Zuge der Josephinischen Reformen 1783 Weltpriestern übergeben wurde. Im 18. Jahrhundert wurde die Kirche barockisiert, ehe sie 1876 durch August Ortwein ihre heutige Fassade im Stil der Neorenaissance erhielt. Von 1962 bis 1969 war Altbischof Johann Weber Priester der Pfarrgemeinde.
Auch der Innenraum wurde mehrfach umgestaltet, zuletzt in den Jahren 1981 und 1982. Flankiert wird die dreischiffige Staffelhallenkirche durch eine Kreuzkapelle (1670) und eine Andreaskapelle (1717). Die Kirche ist dem heiligen Andreas, einem der zwölf Apostel, geweiht. Sein Martyrium wird auf einem Bild am Hochaltar, der sich erst seit 1838 an seiner jetzigen Stelle befindet, dargestellt. Der steirische Barockmaler Hans Adam Weissenkircher schuf das Oberbild mit der Darstellung der Beschneidung Christi am Josefsaltar.
Die Orgel wurde als Opus 112 im Stil der späten Hochromanik durch den Orgelbauer Matthäus Mauracher 1884 errichtet. Sie hat 23 Register, verteilt auf zwei Manuale und Pedal.
Seit dem Jahr 1999 wurden sehr unterschiedliche zeitgenössische Künstler eingeladen, den Innenraum der Kirche weiter zu gestalten. Unter dem Logo Andrä Kunst läuft seither eine permanente Auseinandersetzung mit zeitgenössischem Kulturschaffen im Kirchenraum von St. Andrä. Die Kirche wird dabei nicht als Ausstellungsraum behandelt, sondern als spirituell definierter Raum, in dem gezielte Interventionen einen wichtigen Dialog eröffnen. Ein Fenster wölbt sich acrylverglast samt Vergitterung kuppelartig nach außen, ein anderes leuchtet mittels einfärbiger TV-Monitore nach innen. 
Seit Ende 2010 zeigt sich die Kirche auch außen sehr hell. Gustav Troger nennt seine Außengestaltung mit Beschriftungen „Gegen wart“.

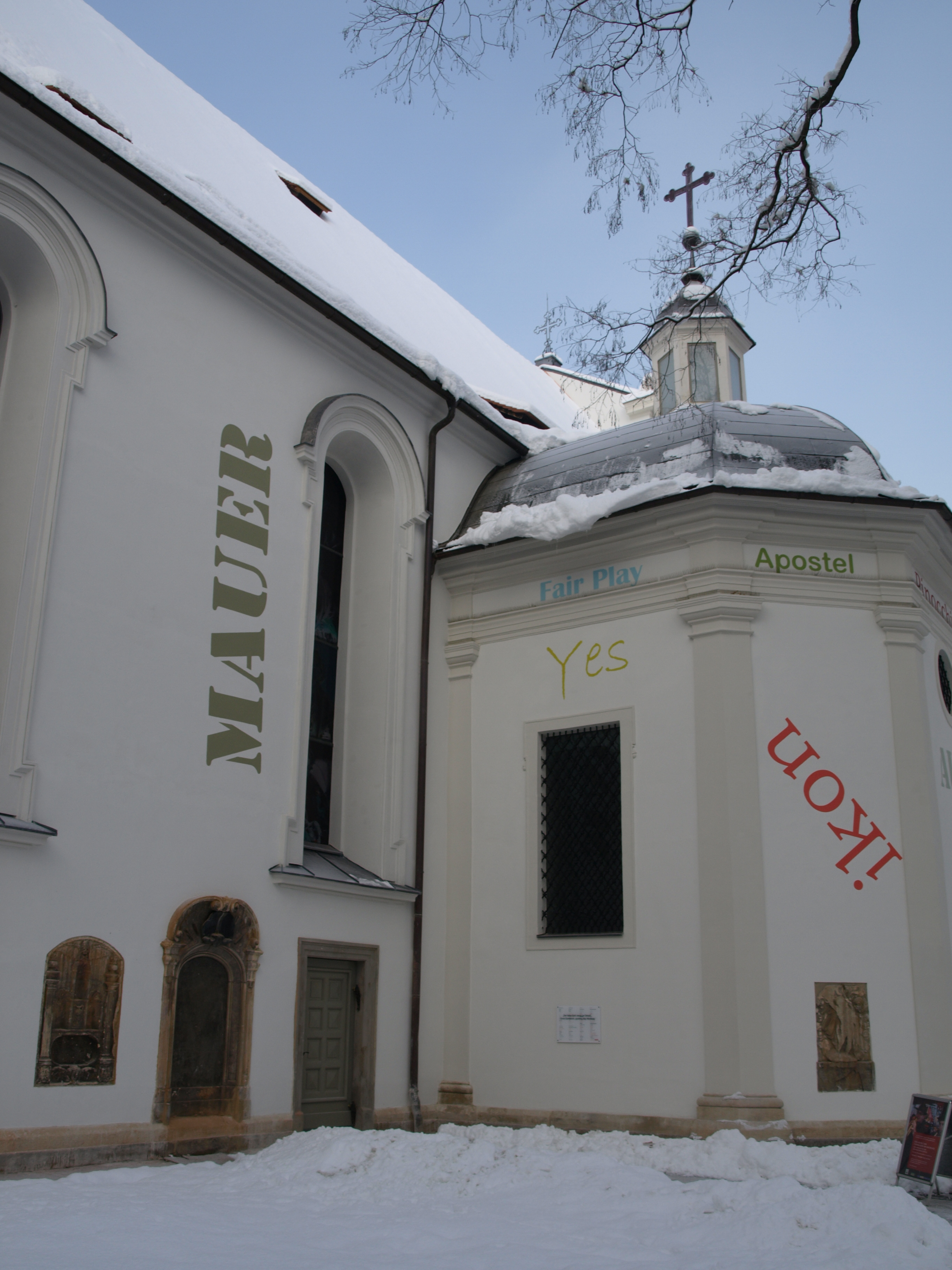
Das Seitenschiff spricht von „Apostel(n)“ und „Fair Play“
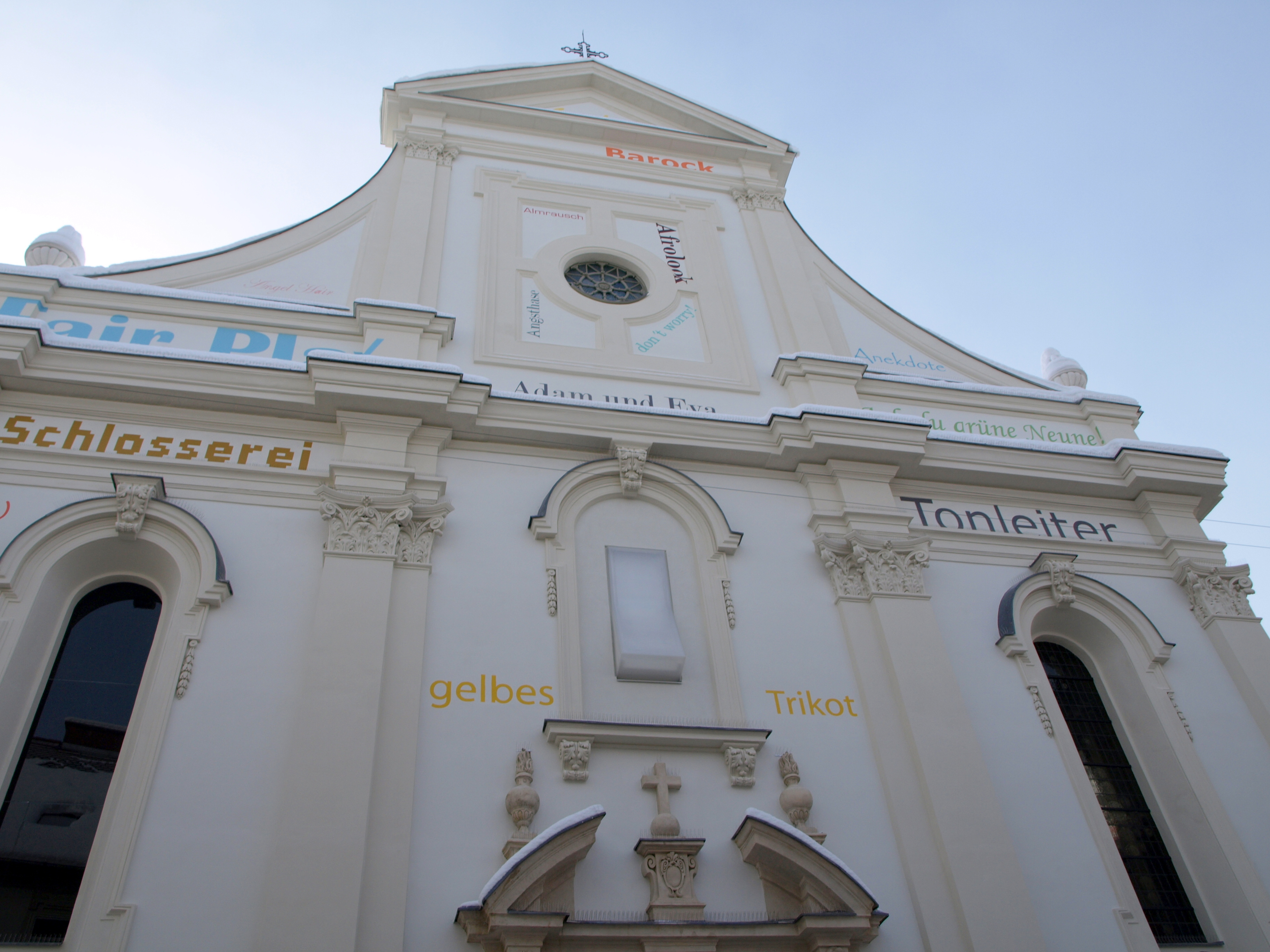
Über dem Tor: „gelbes Trikot“, ein beleuchteter Lichtschalter, „Adam und Eva“, „Afrolook“ und „Barock“ – der ursprüngliche Baustil
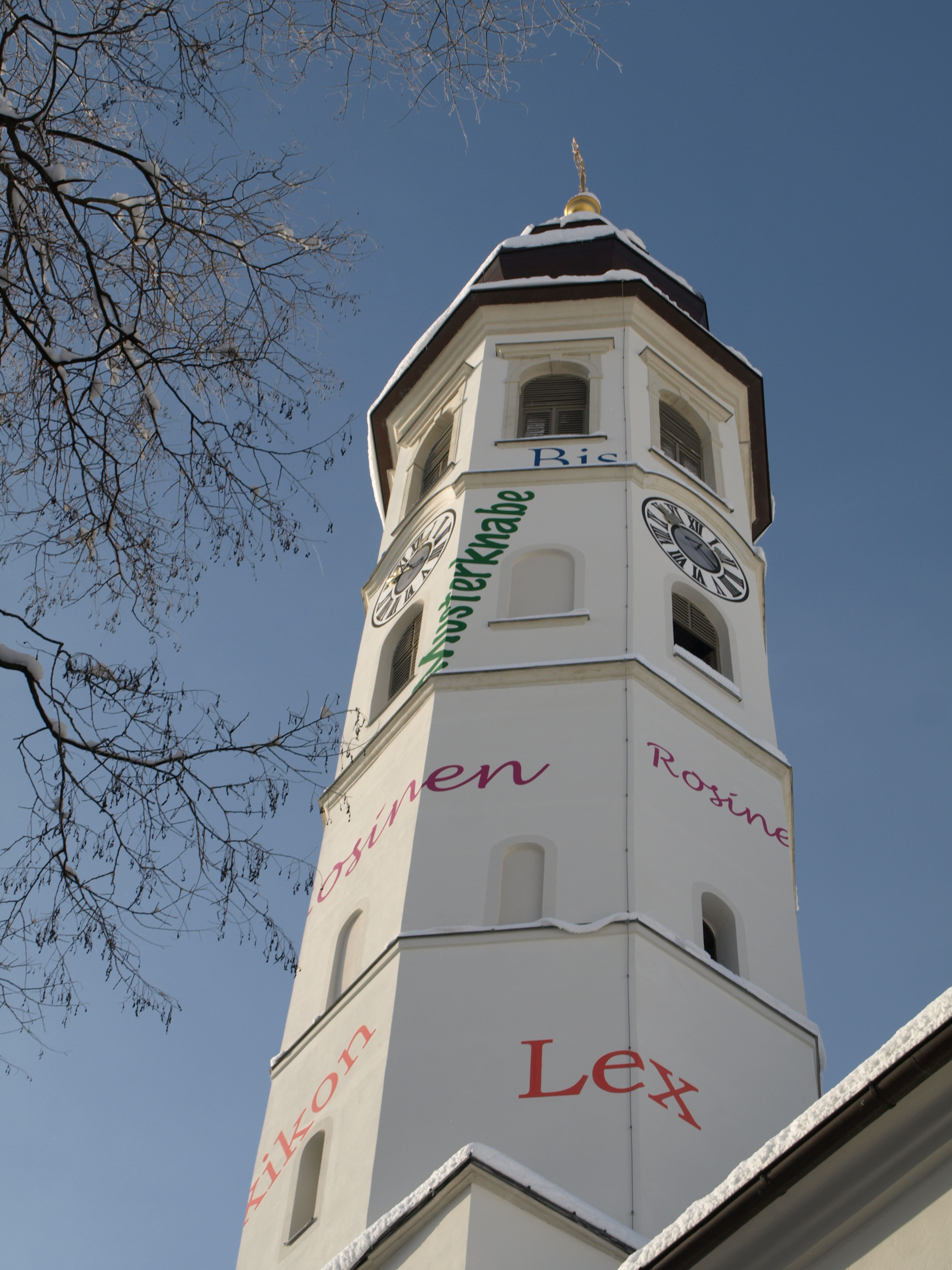
Der Turm lädt ein zu einem „Bis bald“
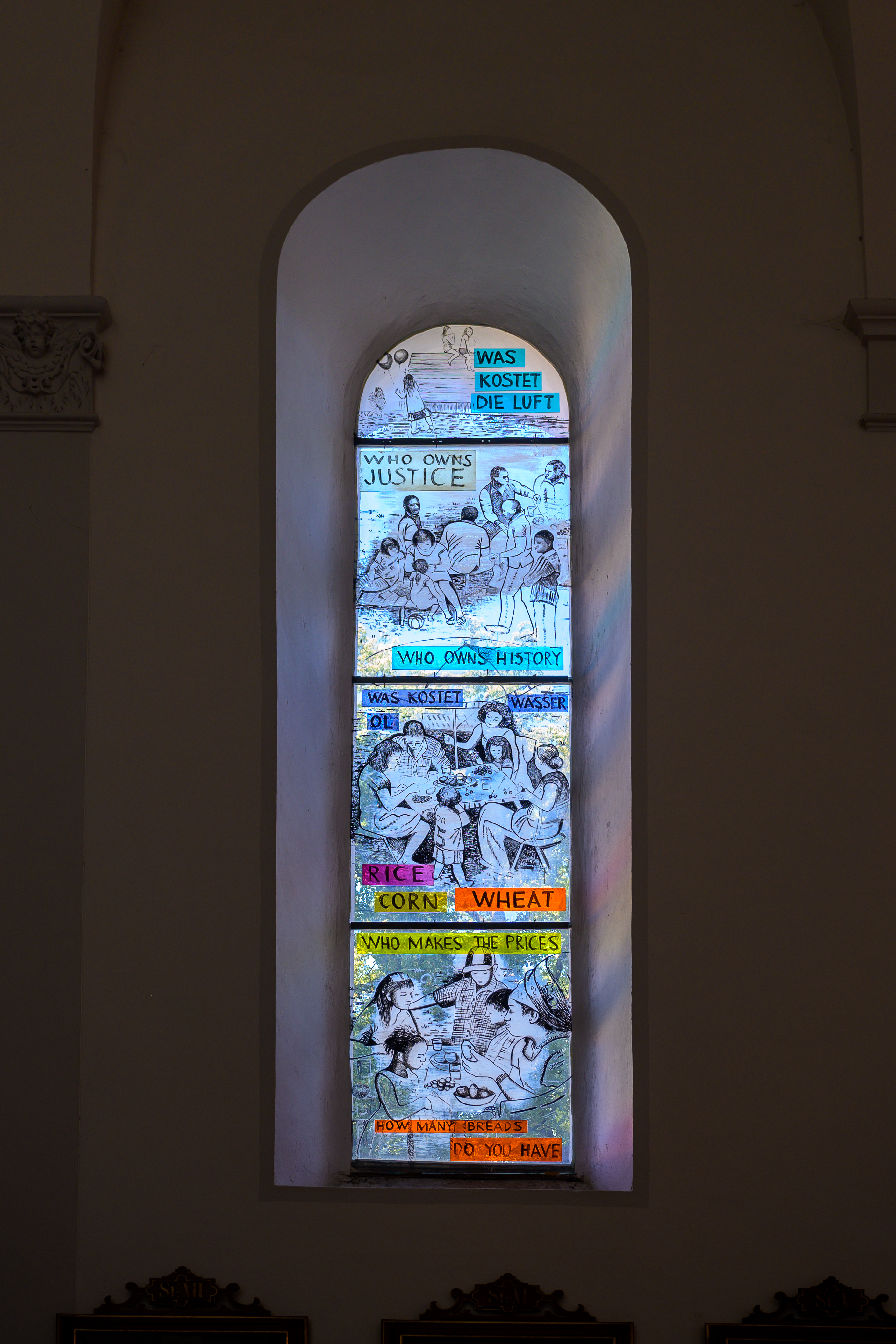
Eines der modernen Fenster
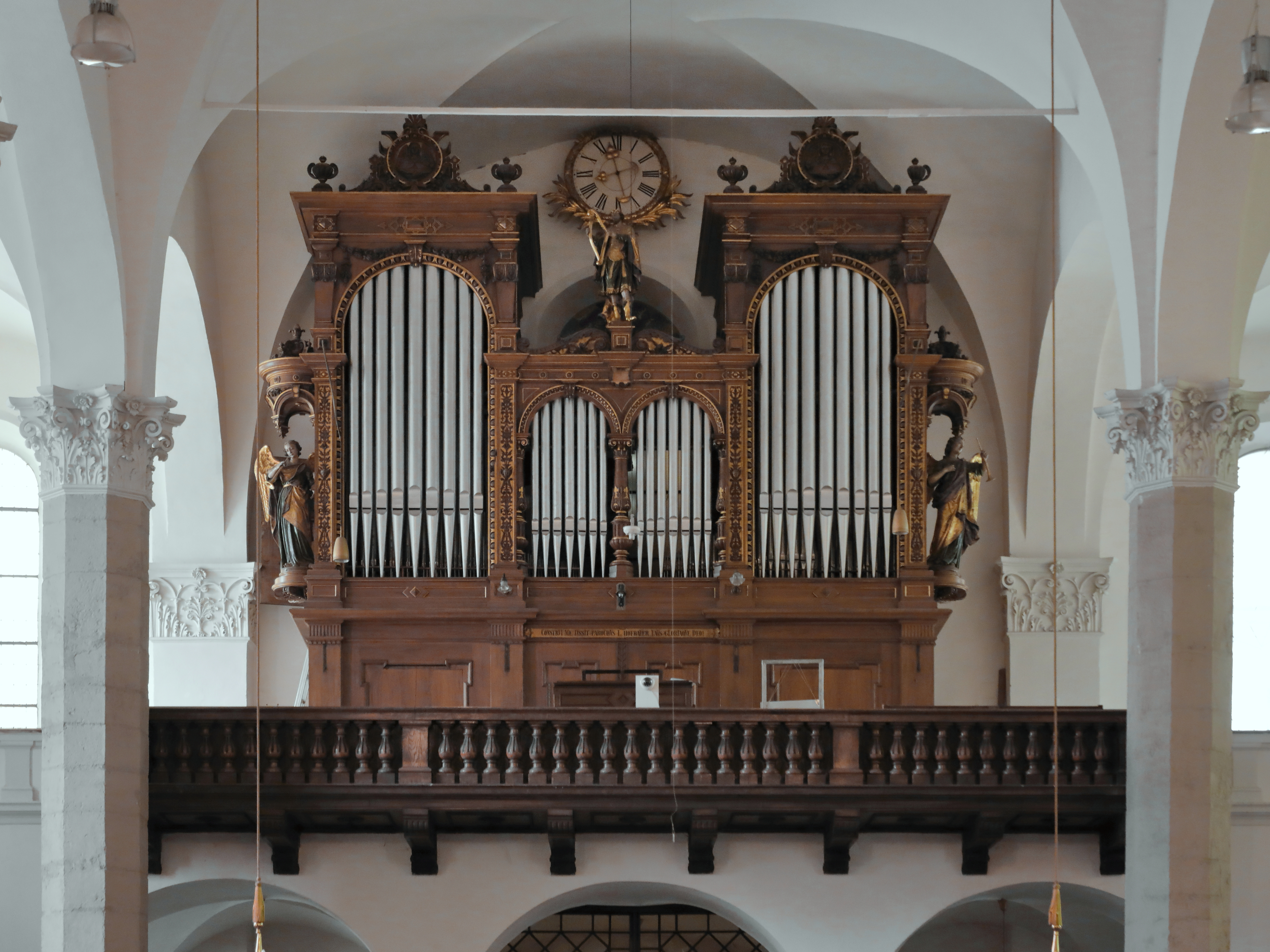
Orgel der Pfarrkirche